# Ágnes Szávay
Ágnes Szávay és una jugadora de tennis professional hongaresa nascuda el 29 de desembre de 1988 en Kiskunhalas, Hongria. Guanyadora de dos títols WTA en el Torneig de Palerm i en el Torneig de Pequín, i finalista del Torneig de New Haven en 2007, en el seu joc destaca el seu servei i el seu revés a dues mans. Actualment és la Nº 33 del rànquing mundial de la WTA